# Offensive du Croissant pétrolier (septembre 2016)
Pour les articles homonymes, voir Offensive du Croissant pétrolier.
Deuxième guerre civile libyenne
Batailles
- Benghazi (2014)
- Aéroport de Tripoli (en)
- Benghazi (2014–17)
- Oubari
- Kikla
- Derna (2015–16)
- Zliten
- Croissant pétrolier (janv. 2016)
- Syrte (2016)
- Croissant pétrolier (sept. 2016)
- Croissant pétrolier (2017)
- Birak (2017)
- Derna (2018–19)
- Croissant pétrolier (2018)
- Tripoli (2018)
- Fezzan
- Tripoli (2019–20)
- Syrte (2020)
- Tripolitaine orientale (2020)

L'Offensive du Croissant pétrolier se déroule du 11 au 18 septembre 2016, lors de la deuxième guerre civile libyenne, et oppose la Garde des installations pétrolières, alliée au Gouvernement d'union nationale, à l'auto-proclamée Armée nationale libyenne (ANL) du maréchal Khalifa Haftar. Cette offensive-éclair de l'ANL est une victoire majeure et inattendue de cette dernière.

## Prélude
Située dans le golfe de Syrte, la région appelée le « Croissant pétrolier » concentre la grande majorité des terminaux pétroliers de la Libye. Ses deux principaux ports, Ras Lanouf, al-Sedra (en) sont fermés depuis fin 2014 et des réservoirs ont pris feu lors d'une attaque de l'État islamique en janvier 2016. Mais, à la fin du mois de juillet 2016, la Garde des installations pétrolières, qui tient alors le Croissant pétrolier, annonce la conclusion d'un accord avec le Gouvernement d'union nationale pour rouvrir les ports et tenter ainsi de relancer les exportations de pétrole,.

## Déroulement
Le 11 septembre 2016, les forces de l'auto-proclamée Armée nationale libyenne (ANL) lancent l'offensive contre le Croissant pétrolier. Elles attaquent alors Ras Lanouf, al-Sedra (en), Zueitina (en) et Ajdabiya. La Garde des installations pétrolières dirigée par Ibrahim Jadhran (en) est rapidement mis en déroute. En quelques heures, l'ANL prend le contrôle de Ras Lanouf et d'al-Sedra (en),. Les Gardes résistent un peu plus longuement à Zueitina, mais la ville est prise à son tour le 12 septembre, suivie par Brega le 13 septembre,.
Le 11 septembre, le Gouvernement d'union nationale (GNA) condamne une « agression flagrante contre les acquis du peuple libyen, qui porte atteinte à la souveraineté nationale »,. Il appelle alors la Garde des installations pétrolières à reprendre « avec courage et sans aucune hésitation » les terminaux pétroliers. Le 12 septembre, les États-Unis, la France, l'Allemagne, l'Italie, l'Espagne et le Royaume-Uni demandent aux « forces militaires qui ont pénétré dans le croissant pétrolier à se retirer immédiatement, sans condition préalable »,. Le 13 septembre, le GNA publie un autre communiqué, plus mesuré, dans lequel il appelle au « dialogue »,.
Le 14 septembre, le gouvernement de Tobrouk annonce avoir remis la gestion des principaux terminaux pétroliers à la Compagnie nationale de pétrole (NOC), bien que cette dernière reconnaisse le Gouvernement d'union nationale et siège à Tripoli,. Le lendemain, la NOC annonce effectivement la reprise des exportations.
Le 18 septembre 2016, une contre-attaque est tentée par la Garde des installations pétrolières à Ras Lanouf et al-Sedra, mais elle est rapidement mise en échec par l'ANL.

## Conséquences
Selon Le Monde, l'offensive marque un tournant dans le conflit : « Jusqu’à cette date, les contacts avec Haftar s’étaient limités à une discrète coopération sécuritaire pilotée par les services de renseignements occidentaux – notamment français – sur le front de Benghazi, où le maréchal combattait (entre autres adversaires) des noyaux djihadistes. Mais à partir de la prise du Croissant pétrolier, la perception de Haftar dans les chancelleries change du tout au tout. Les partisans de la main tendue à Haftar, qui rappellent qu’il avait eu le courage d’orchestrer la résistance à Benghazi dans les années 2013 et 2014 contre une vague d’assassinats déchaînée par les djihadistes d’Ansar al-charia, s’imposent désormais aux sceptiques le soupçonnant de fomenter une restauration autoritaire à l’égyptienne ».

## Vidéographie
- « EXCLUSIF - Libye : France 24 filme la déroute d'une milice face aux troupes d'Haftar » [vidéo], France 24, 26 septembre 2016.